# Russische militaire begraafplaats Höcklingser Weg
De Russische militaire begraafplaats Höcklingser Weg, gelegen in Hemer, is een militaire begraafplaats in Noordrijn-Westfalen, Duitsland. Op de begraafplaats liggen omgekomen Russische militairen uit de Tweede Wereldoorlog.

## Begraafplaats
Op de begraafplaats rusten 3468 Russische militairen. De slachtoffers kwamen om het leven in het nabijgelegen krijgsgevangenenkamp Stalag VI A.